# Eria albolutea
Eria albolutea är en orkidéart som beskrevs av Robert Allen Rolfe. Eria albolutea ingår i släktet Eria och familjen orkidéer. Inga underarter finns listade i Catalogue of Life.